# Элькаквун
Элькакву́н (устар. Эльхкаквун) — река на Дальнем Востоке России. Протекает по территории Чаунского района Чукотского автономного округа. Длина — 202 км. Площадь бассейна — 4460 км².
Название в переводе с чук. Ылкаквын — «грибообразный камень». Назван по кекуру в верховьях реки.
Берёт начало из озёр Еогытгыт, в верховьях протекает в узкой межгорной впадине, при выходе из которой образуется обширная наледь, после которой река течёт по сильно заболоченной низменности в окружении многочисленных термокарстовых озёр. Впадает в Паляваам слева.
В среднем течении на левом берегу реки находится заброшенный посёлок геологов Чаанай.
Притоки (от устья): Чаанайвеемкай, Этлыкууль (Этлынкууль), Этлькун, Глубокая, Ильгун (Ильхун), Чомемтын, Озерцовый, Тальниковый, Маристый, Пыкарваам, Завитая, Снежинка, Элыпычкыкин, Верхн. Куйвирингы, Куйвирингы, Двуозёрная, Белка, Куйвириннэт.